# Начало конца (фильм, 1957)
«Начало конца» (англ. Beginning of the End) — американский чёрно-белый художественный фантастический фильм 1957 года, снятый режиссёром и продюсером Бертом Гордоном. Фильм продолжительностью 76 минут. В 1957 году также вышли и другие фильмы о гигантских монстрах: «Чёрный скорпион», «Смертельный богомол» и «Нападение крабов-монстров».

## Сюжет
Журналистка из газеты Одри Эймс приезжает в городок Ладлоу в штате Иллинойс, который был необъяснимым образом разрушен, а все жители городка пропали без вести, и свидетельства указывают, что вероятнее всего они мертвы. Посевы на окрестных полях уничтожены, как будто там побывал рой саранчи. Эймс подозревает, что военные что-то скрывают, и отправляется на соседнюю экспериментальную ферму Министерства сельского хозяйства США, чтобы узнать, что могло принести такой урон сельскому хозяйству. Там она знакомится с доктором Эдом Уэйнрайтом, который экспериментирует с радиацией в попытках выращивания гигантских фруктов и овощей с наивной целью накормить весь мир. Уэйнрайт сообщает, что поблизости было несколько загадочных инцидентов, и что ранее обычная саранча съела всю экспериментальную радиоактивную пшеницу, по глупости, хранившуюся в близлежащем зернохранилище. Затем он и Эймс начинают вместе искать источник этого уничтожения растительности на полях, и обнаруживают, что саранча, съевшая пшеницу в том самом хранилище, выросла до размеров грузовиков. Эти монстры сначала съели все зерновые культуры в этом районе, а потом пристрастились к поеданию человеческой плоти, и теперь выслеживают людей, чтобы полакомиться ими.
Также становится ясно, что эти твари направляются в Чикаго. Уэйнрайт и Эймс встречаются с генералом Хэнсоном и его подчиненными, чтобы выработать способ борьбы с чудовищами. Но даже артиллерийский обстрел тварей оказывается неэффективным против них, их слишком много, чтобы покончить со всеми одним махом. Позже армия США прибывает на помощь. Но монстры к этому моменту уже вторглись в Чикаго и начинают питаться его жителями, и разрушать городские здания.
Генерал Хэнсон приходит к выводу, что единственный способ массового уничтожения монстров — использовать ядерное оружие и уничтожить Чикаго. Но Уэйнрайт знает, что саранча любит теплую погоду. Он приходит к выводу, что смог бы заманить саранчу в озеро Мичиган. Там холодная вода обездвижит их, и они утонут. Самой приманкой будет сигнал, генерируемый электронным устройством. План приводят в действие, и чудовищная саранча в итоге гибнет в озере, но Уэйнрайт и Эймс все же задаются вопросом, не окажется ли в будущем весь мир под угрозой подобных монстров.

## В ролях
| Актёр              | Роль                                     |
| ------------------ | ---------------------------------------- |
| Питер Грейвс       | доктор Эд Уэйнрайт                       |
| Пегги Кастл        | Одри Эймс                                |
| Моррис Анкрум      | генерал Джон Хэнсон                      |
| Тэн Уайенн         | Фрэнк Джонсон                            |
| Томас Брауни Генри | полковник Том Стёрджион                  |
| Ричард Бенедикт    | капрал Мэтиас                            |
| Джеймс Сиэй        | капитан Джеймс Бартон                    |
| Джон Клоуз         | майор Эверетт                            |
| Дон С. Харви       | охранник в лаборатории                   |
| Ларри Дж. Блейк    | патрульный полицейский на шоссе Иллинойс |
| Эйлин Джейнссен    | девушка в машине                         |
| Хилтон Сошер       | солдат Фрэнк                             |
| Фрэнк Уилкокс      | генерал Джон Т. Шорт                     |
| Дуглас Эванс       | редактор новостей Норман Таггарт         |
| Пол Грант          | подросток в машине                       |
| Ричард Эмори       | лейтенант                                |
| Хэнк Паттерсон     | Дейв                                     |